# Міністерство сільського господарства і продовольства Республіки Білорусь

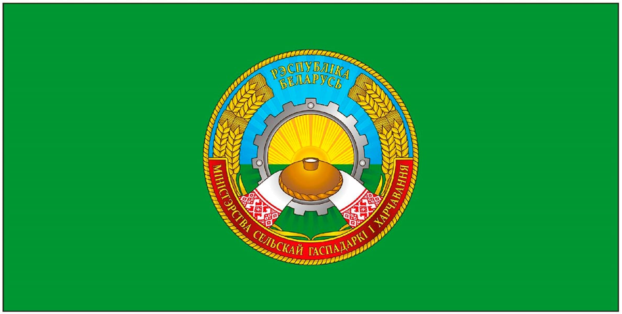
Прапор

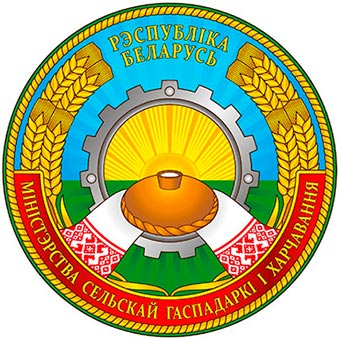
Герб

Міністерство сільського господарства і продовольства Республіки Білорусь (Мінсільгосппрод Білорусі) — відомство уряду Білорусі, уповноважене здійснювати регулювання в сфері сільського господарства. Міністр сільського господарства і продовольства призначається і знімається з посади президентом. З 4 березня 2025 року посаду міністра обіймає Анатолій Костянтинович Ліневич.

## Склад
Центральний апарат — 7 головних управлінь, 2 департаменти, 4 управління, 2 інспекції, по одному відділі і секторі.

## Завдання
- регулювання сільськогосподарського виробництва державних установ;
- створення сприятливих умов для приватизації агропромислового виробництва;
- впровадження в сільському господарстві досягнень науки;
- підвищення результативності сільськогосподарського виробництва та переробки сільськогосподарської сировини;
- створення умов для збільшення виробництва продовольства;
- підвищення попиту сільськогосподарських товарів за кордоном;
- залучення капіталовкладень для переобладнання сільськогосподарських підприємств;
- забезпечення виконання підпорядкованими підприємствами планових показників вивезення і ввезення сільськогосподарських товарів.

## Повноваження
- сприяння збереженню середовища відтворення риби;
- розробка законодавства в сфері сільського господарства;
- створення, перетворення і скасування підпорядкованих установ;
- погодження проведення сільськогосподарських наукових досліджень;
- забезпечення виробництва хліба та макаронів;
- розробка нових прийомів сільськогосподарського виробництва на забруднених радіонуклідами землях;
- регулювання сфери насінництва, племінної справи, меліорації і хімізації земель, механізації і електрифікації сільського господарства;
- нагляд за дотриманням правил користування сільськогосподарським обладнанням і засобами захисту рослин;
- схвалення рішень про безпеку генної інженерії;
- ліцензування;
- облік осушувальних споруд і рибальських угідь;
- оцінка проектів та будівництва осушувальних споруд;
- схвалення правил безпеки праці на підпорядкованих підприємствах;
- нагляд за використанням грошей уряду, витрачених на сільське господарство;
- залучення іноземних інвестицій в сільське господарство;
- видача свідоцтв по обліку генно-інженерних сортів рослин, порід тварин і штамів непатогенних мікроорганізмів;
- закупівлю сільськогосподарських товарів і послуг;
- схвалення норм праці та витрат палива в сільському господарстві[4].

## Історія
Після набуття Білоруссю незалежності 25 серпня 1991 року міністерство більше як 4 роки продовжувало керуватися Постановою уряду УРСР від 12 серпня 1991 року № 312, згідно з якою міністр призначався Верховною Радою. Постановою від 12 лютого 1996 року № 100 уряд Білорусі ухвалив нове положення міністерства. Згідно з чинною Постановою уряду від 31 жовтня 2001 р. № 1590, міністр призначається президентом.